# Juljan Zilz

Juljan Zilz, Leiter der Lubliner Kriegszahnklinik (3. von links), mit Verwundeten zur Zeit des Ersten Weltkriegs

Juljan Zilz (* 24. November 1871 in Lemberg; † 18. Juli 1930 in Wien) war ein österreichischer Stomatologe und Schriftsteller.

## Leben
Juljan Zilz entstammte einem jüdischen Elternhaus in Lemberg und absolvierte in Wien ein Medizinstudium, das er 1893 mit der Promotion abschloss. Danach war er in Zahnambulatorien in verschiedenen Garnisonsstädten tätig. Vor dem Ersten Weltkrieg war er unter anderem Regiments-Chefarzt und bischöflicher Schulzahnarzt in Karlsberg (Ungarn).
Nach Ausbruch des Ersten Weltkrieges ließ Zilz drei mobile Zahnambulatorien errichten, mit denen flexibel auf die Kriegshandlungen reagiert werden konnte. In Lublin wurde er 1914 Leiter der Kriegszahnklinik der IV. k.u.k. Armee, wo mehr als 3000 Kieferverletzte behandelt wurden. Von Mai 1915 bis zu ihrer Schließung aufgrund der Gebietsverluste Anfang 1918 war die Lubliner Kriegszahnklinik in einem Kloster, in Schulen sowie in Kasernen untergebracht. An der Lubliner Kriegszahnklinik betrieb Zilz – unüblich für eine Klinik an der Front – umfängliche Forschungen. Im Zuge dieser Forschungen ließ Zilz von Künstlern Moulagen von Gesichtsverletzungen anfertigen, zudem entstand eine große Anzahl an Zeichnungen und Fotografien von Gesichtsverletzten. 1918 wurde die Kriegszahnklinik nach Wien verlegt und dort unter dem Kommando von Juljan Zilz mit dem Reservespital Nr. 17 vereinigt.
Zilz, der sich 1914 an der Universität Wien habilitiert hatte, verfasste zahlreiche Artikel „aus dem Felde“ und war auch nach dem Krieg publizistisch tätig. In seinen Publikationen, die er auf alle Gebiete der Zahnheilkunde und Stomatologie ausdehnte, thematisierte er eigene klinische Methoden und Erfahrungen, referierte aus zahlreichen Fachzeitschriften, lieferte dazu Übersichtsreferate und fertigte Übersetzungen aus Veröffentlichungen in englischer, französischer, italienischer und polnischer Sprache an. Zudem befasste er sich als Wissenschaftshistoriker mit der Geschichte seines Fachgebietes.
Juljan Zilz verstarb 59-jährig in Wien und wurde am 21. Juli 1930 auf dem Wiener Zentralfriedhof beigesetzt. Seine letzte Ruhestätte befindet sich dort beim 1. Tor, Gruppe 52, Reihe 11, Grab 22. Der Nachlass von Juljan Zilz, beinhaltend Moulagen, Fotografien und sonstiges Forschungsmaterial aus der Kriegszahnklinik Lublin, befindet sich im Zahnmuseum Wien.

## Ehrungen
- Der Arzt und Kakteensammler Juljan Zilz wurde durch die Benennung einer Kakteenpflanze, der Escobaria zilziana, geehrt.
- Das Zahnmuseum Wien ehrte Juljan Zilz im Jahr 2014 mit der Gestaltung einer Ausstellung über sein Wirken in der Kriegszahnklinik Lublin.

## Schriften (Auswahl)
- (Hrsg.): Kriegszahnärztliche Beobachtungen und Erfahrungen. Wien/Berlin 1915.
- Ergebnisse der bisherigen Kriegserfahrungen auf dem Gebiete der Kieferverletzungen. In: Österreichische Zeitschrift für Stomatologie 1916, Heft 4.
- Ein Jahr klinische Tätigkeit im Felde, In: Österreichisch-Ungarische Vierteljahresschrift für Zahnheilkunde 1916, Heft 1.
- Zur Frage der dentalen Invasion des Strahlenpilzes. In: Militärmedizin und ärztliche Kriegswissenschaft, Heft 7, Verlag von Josef Šafař, Wien/Leipzig 1914, S. 515–535.
- Ausgewählte Kapitel aus der Histologie, pathologischen Anatomie und Bakteriologie der Mundhöhle, Wien 1912.
- Tuberkulose der Mundhöhle im Lichte neuester Forschungen. Eine stomatologische Studie, Wien 1912.
- Herpes zoster mentalis auf neuritischer Basis. Hervorgerufen durch einen nicht gewöhnlichen histologischen Befund in einem überzähligen Eckzahn, Wien 1912.
- Aktinomykose und Sporotrichose der Mundhöhle. Studien über ihre klinischen Bilder sowie ihre pathologische Anatomie, Leipzig 1913 (= Deutsche Zahnheilkunde in Vorträgen, begründet von Adolph Witzel, Heft 30).
- Funde römischer zahnärztlicher Instrumente in Apulum (110–275 n. Chr.), sowie Fragmente aus der Vergangenheit der Zahnheilkunde (Correspondenz-Blatt für Zahnärzte, Bd. 43, Heft 2, Berlin 1914).
- Die Zahnheilkunde in Wien zur Zeit der Regierung der Kaiserin Maria Theresia (1740–1780), Berlin/Wien 1914 (Österreichische Zeitschrift für  Stomatologie, Jg. 12, Heft 5).